# Казанча
Казанча — посёлок в Светлинском районе Оренбургской области России. Входит в состав Озёрного сельсовета.

## География
Расположен вблизи озера Биктас, в 27 км к северо-западу от районного центра — посёлка Светлый.

## Население
| 2010 |
| ---- |
| 170  |

Национальный состав
По данным Всероссийской переписи населения 2010 года:
| № | Национальность | Численность, чел. | Доля |
| - | -------------- | ----------------- | ---- |
| 1 | казахи         | 129               | 76 % |
| 2 | русские        | 27                | 16 % |
| 3 | другие         | 14                | 8 %  |